# Diego Colotto
Diego Damian Colotto (ur. 10 marca 1981 w Río Cuarto) – piłkarz argentyński grający na pozycji środkowego obrońcy.

## Kariera klubowa
Karierę piłkarską Colotto rozpoczął w klubie Estudiantes La Plata i w sezonie 2000/2001 zadebiutował w jego barwach w argentyńskiej Primera Division. Od lata 2002 był podstawowym zawodnikiem Estudiantes i grał w nim do końca 2004 roku rozgrywając 96 meczów i zdobywając 5 bramek.
Na początku 2005 roku Colotto przeszedł do meksykańskiego Tecos UAG z miasta Guadalajara. 16 stycznia zadebiutował w meksykańskiej Primera Division w wygranym 1:0 domowym meczu z UNAM Pumas. Pobyt Diego w Tecos trwał 2,5 roku i latem 2007 trafił do lokalnego rywala zza miedzy, Atlasu Guadalajara. Swój pierwszy mecz dla tego zespołu rozegrał 5 sierpnia 2007 przeciwko Deportivo Toluca (1:1). W Atlasie występował do lata 2008 roku. W meksykańskiej lidze rozegrał 113 spotkań i strzelił 10 goli.
Latem 2008 roku Colotto odszedł z Atlasu i 30 sierpnia podpisał kontrakt z hiszpańskim Deportivo La Coruña. Kosztował 2,5 miliona euro, a w barwach "Depor" po raz pierwszy wystąpił 5 października w wygranym 1:0 meczu z Numancią. W rozgrywkach Pucharu UEFA przeszedł z Deportivo fazę grupową wcześniej w rundzie eliminacyjnej zdobywając dwie bramki w meczu z SK Brann, a potem jedną w meczu z Lechem Poznań (1:1).
| Sezon   | Klub                 | Kraj      | Rozgrywki        | Mecze | Bramki |
| ------- | -------------------- | --------- | ---------------- | ----- | ------ |
| 2000/01 | Estudiantes La Plata | Argentyna | Primera División | 14    | 1      |
| 2001/02 | Estudiantes La Plata | Argentyna | Primera División | 14    | 1      |
| 2002/03 | Estudiantes La Plata | Argentyna | Primera División | 24    | 1      |
| 2003/04 | Estudiantes La Plata | Argentyna | Primera División | 32    | 2      |
| 2004/05 | Estudiantes La Plata | Argentyna | Primera División | 12    | 0      |
| 2004/05 | Tecos UAG            | Meksyk    | Primera Division | 17    | 1      |
| 2005/06 | Tecos UAG            | Meksyk    | Primera Division | 32    | 3      |
| 2006/07 | Tecos UAG            | Meksyk    | Primera Division | 33    | 4      |
| 2007/08 | Atlas Guadalajara    | Meksyk    | Primera Division | 29    | 1      |
| 2008/09 | Atlas Guadalajara    | Meksyk    | Primera Division | 6     | 1      |
| 2008/09 | Deportivo La Coruña  | Hiszpania | Primera División | 11    | 0      |
| 2009/10 | Deportivo La Coruña  | Hiszpania | Primera División | 30    | 3      |
| 2010/11 | Deportivo La Coruña  | Hiszpania | Primera División | 36    | 2      |
| 2011/12 | Deportivo La Coruña  | Hiszpania | Primera División | 14    | 0      |
| 2012/13 | RCD Espanyol         | Hiszpania | Primera División | 28    | 2      |
| 2013/14 | RCD Espanyol         | Hiszpania | Primera División | 31    | 4      |
| 2014/15 | RCD Espanyol         | Hiszpania | Primera División | 23    | 1      |

## Kariera reprezentacyjna
W 2001 roku Colotto wraz z reprezentacją Argentyny wystąpił na Mistrzostwach Świata U-20, których gospodarzem była Argentyna. Wraz z partnerami z boiska wywalczył mistrzostwo świata, a w finale z Ghaną (3:0) zdobył jednego z goli.